# Friedrich A. Stock

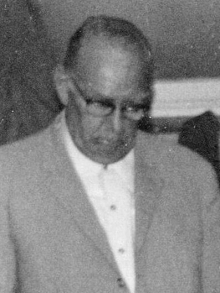
Friedrich A. Stock (1968)

Friedrich A. Stock (* 24. April 1900; † 20. Januar 1984) war ein deutscher Schachfunktionär und Hotelbesitzer, sowie nach dem Krieg der erste Vizepräsident des Deutschen Schachbundes und FIDE-Delegierter.

## Leben
Stock, der frühere Sportfunktionär im Dritten Reich und Besitzer des Hotels Minerva in Freiburg im Breisgau, wurde 1948 Mitglied im Freiburger Schachverein und 1. Vorsitzender. Während seiner siebzehnjährigen Amtszeit steuerte er den Verein in die deutsche Elite. Mehrmals spielte sein Verein im Finale der Westdeutschen Mannschaftsmeisterschaften. Er ist ehemaliger Vizepräsident (ab 1950), erhielt 1969 die Goldene Ehrennadel und wurde 1970 Ehrenmitglied des Deutschen Schachbundes. Lara Stock ist seine Enkelin.
Es war Stocks erklärtes Ziel, Deutschland in die FIDE zurückzuführen, und er begann mit Macht, dies „diplomatisch“ in die Wege zu leiten. Auf dem 20. FIDE-Kongress in Paris 1949, wo Deutschland lediglich durch den früheren Gefolgsmann von Walter Robinow, den Zweibrücker Hermann Römmig als Gast vertreten war, wurde auf Wunsch der Schweizer Delegation, angeführt von Erwin Voellmy, die Wiederzulassung Deutschlands vertagt. Im Dezember 1949 wurde ein Freundschaftskampf zwischen den oberrheinischen Schachspielern und den Baslern arrangiert, wo Stock „Aussprachen von Mann zu Mann“ führte, namentlich mit Voellmy, die „Berge von Briefen ersetzten“.

## Neugründung des DSB und Wiederzulassung bei der FIDE
Im Februar 1950 wurde in Wiesbaden der Deutsche Schachbund nach Kriegsende neu gegründet. Erster Präsident war Richard Czaya mit Friedrich Stock als Vize. Im Juli 1950 erfolgte in Kopenhagen die Wiederzulassung des Deutschen Schachbundes bei der FIDE. Stock wurde erster FIDE-Delegierter und mit der Wahrnehmung deutscher Interessen beim Weltschachbund beauftragt.
1951 verzichtete Czaya auf eine erneute Kandidatur. Sein Nachfolger wurde der Hamburger Emil Dähne, ebenfalls mit Friedrich Stock als Vizepräsident. Jahrelang war Stock die rechte Hand des Präsidenten Dähne. 1952 wurde er ins Qualifikationskomitee der FIDE gewählt, 1954 zog er ins Zentralkomitee mit Sitz im FIDE-Präsidium ein, wo er mehr als sechzehn Jahre wirkte.
Die Konrad-Adenauer-Plakette wurde ihm 1956 verliehen, und zwar für besondere Verdienste um die Wiederherstellung des deutschen Ansehens im Ausland.

## Stock und seine Spieler

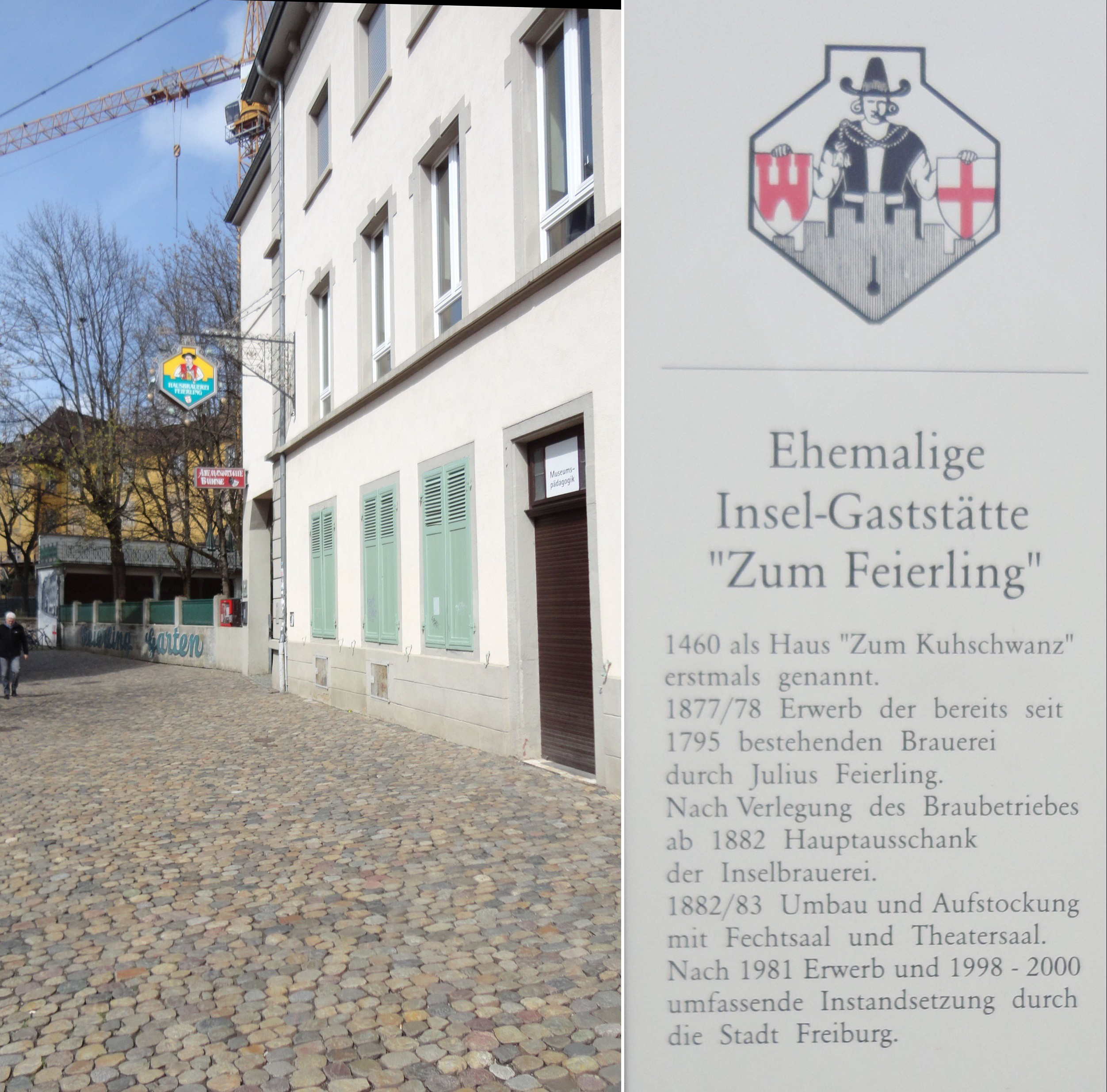
Die ehemalige Insel-Gaststätte „Zum Feierling“, 2015

Stock führte seinen Verein in professioneller Art. Er war nicht kleinlich, wenn es um die Unterstützung seiner Spieler ging. Als repräsentativen Rahmen fand er ab 1950 die Insel-Gaststätte „Zum Feierling“. Der Verein erlebte einen großen Andrang von starken Schachspielern. Der wichtigste war Efim Bogoljubow, der seit 1948 am ersten Brett spielte. Leider konnte der Verein nur kurze Zeit von seiner Spielstärke profitieren. Ein Herzschlag bedeutete am 18. Juni 1952 das jähe Ende. Friedrich Stock stiftete sein Grabmal in Triberg.
Er engagierte Emil Joseph Diemer für seinen Verein Freiburger Schachklub von 1887 und war zweiter Vorsitzender des Südbadischen Schachverbandes. Eine Anekdote zum Umgang Stocks mit Diemer war: „Um sein in schäbigen Klamotten herumlaufendes Unikum einigermaßen vorzeigbar zu machen, vermachte der stattliche Stock ihm einen seiner ausgedienten Anzüge, der dem klapperdürren Diemer natürlich um die Knochen schlackerte“. Stock, der seinen Kandidaten für den Vorsitz in Baden nicht durchgebracht hatte, betätigte sich selbst nur noch auf Bundesebene und bei der FIDE. Diemer erlebte in allen Stadien, wie Bogoljubow sein letztes Problem komponierte, das er seinem Vereinsvorsitzenden Friedrich A. Stock widmete.

## Stock und Ulbricht
Stock, als Vizepräsident des Deutschen Schachbundes und Besitzer des Hotels „Minerva“ in Freiburg, besaß 1951 die Stirn, den SED-Generalsekretär nach dem Verbleib seiner Berufskollegen zu fragen, die aus ihren Oberhofer Hotels abgeholt wurden. Ulbrichts Antwort lautete: Das waren amerikanische Agenten und Saboteure.

## Stocks letzte Ruhestätte

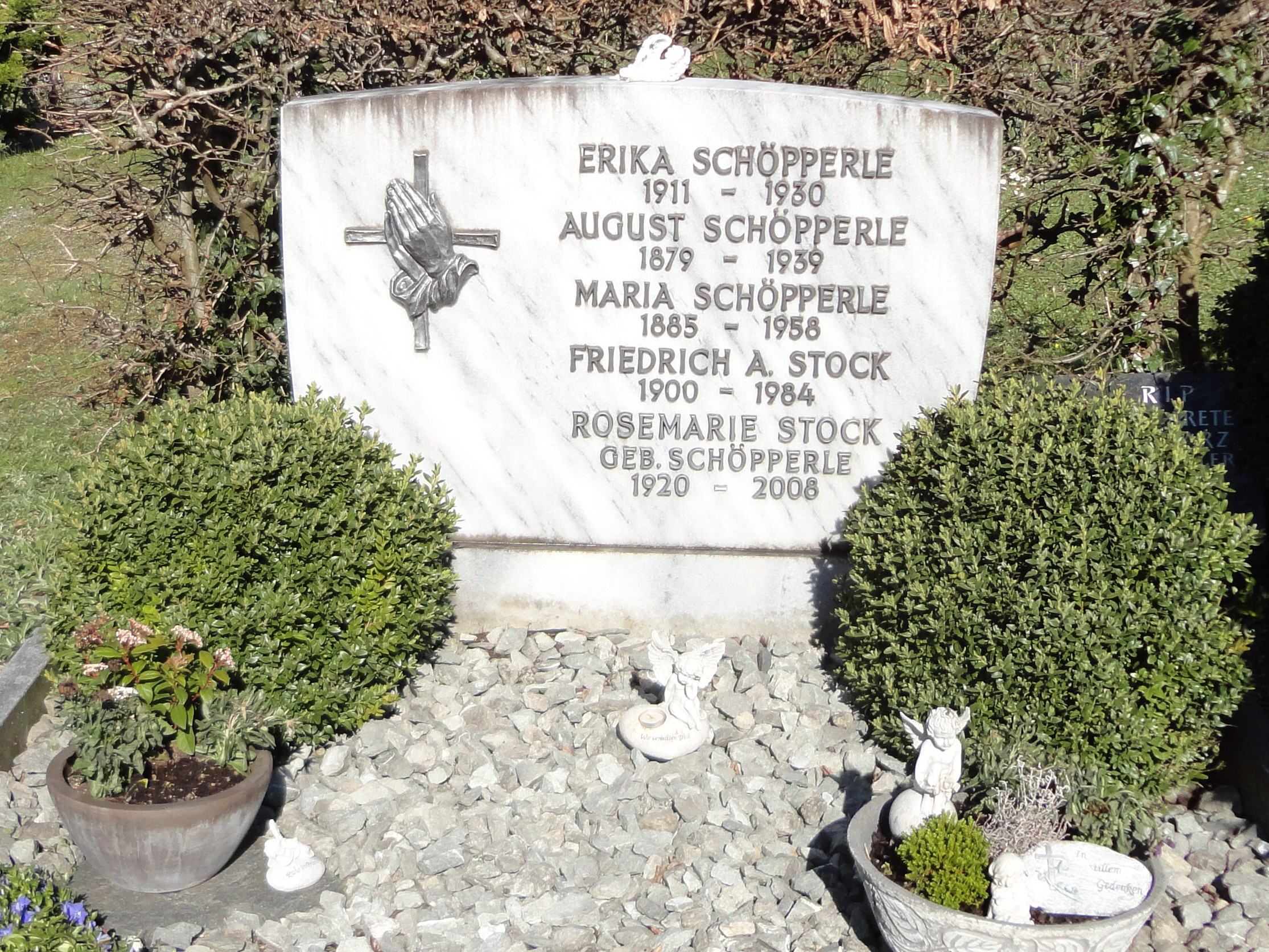
Grabstätte im Hauptfriedhof Freiburg

Nach Aufgabe des Vereinsvorsitzes in seinem Freiburger Schachverein lebte er noch achtzehn Jahre, bevor er in der Grabstätte der Familie seiner Frau Rosemarie, geborene Schöpperle, beigesetzt wurde.
Er hat nicht nur für seinen Verein und deren Schachspieler viel geleistet, sondern auch etliches für den Deutschen Schachbund nach dem Zweiten Weltkrieg bewirkt und in Gremien der FIDE gearbeitet.